# Gemma Sales i Amill
Gemma Sales i Amill (Barcelona, 1945) és una escriptora, guionista de còmic i il·lustradora catalana.

## Trajectòria
Sales va estudiar Belles arts a Barcelona, a l'Escola de la Llotja i al Cercle Artístic de Sant Lluc, un postgrau d'il·lustració a la EINA, i cursos i seminaris de filosofia, literatura, art contemporani i simbolisme a l'Institut d'Humanitats de Barcelona.
Es va introduir al món del còmic i de les arts gràfiques de la mà del dibuixant Edmond, de qui va aprendre la tècnica del còmic. Als 16 anys va començar a publicar professionalment a l'Estudi Bruguera, on va dibuixar Celia i As de cors (1963). El 1965, va començar una llarga col·laboració amb l'Editorial Toray, on va treballar activament amb els guions de Victòria Sau. Amb Toray, va publicar Roses Blanques, Serenata, Azucena i Carol. El 1985, va publicar els seus primers relats al diari Avui, en la col·lecció de contes per a primers lectors Els Peluts i en guions per a historietes en la revista Rodamon.
Sales ha publicat llibres infantils com M'agraden els monstres (1994), Explica'm una història (2002), Adéu, adéu (2004), Dorms molt, Joana (2004), Els bons amics (2011) o Gnoms de jardí (2013). Ha escrit contes per a nens que han estat traduïts a l'italià, al xinès, al japonès i al coreà. Concretament, té diversos títols traduïts a l'anglès i publicats en japonès, entre d'altres, Mummy's Elephant Birthday (2001) i The Scarf (2001), que han estat adaptats posteriorment a dibuixos animats per ensenyar anglès als nens coreans i xinesos.
Com a il·lustradora, ha treballat especialment amb l'editorial francesa MSM i en la japonesa Gakken. Imparteix tallers d'escriptura creativa i il·lustració a nens i adults. Combina escriure i il·lustrar amb el treball de fer classes de dibuix i pintura a l'escola d'adults Freire. És sòcia de l'Associació d'Escriptors en Llengua Catalana i del PEN Club.

## Reconeixements
Sales ha guanyat els següents premis literaris:
- Crítica Serra d'Or de la il·lustració infantil, 1992: La lluna i els miralls
- Premi Parcir d'àlbum infantil il·lustrat, 2003: Adéu, adéu…

El 22 de novembre del 2016, a la Reial Acadèmia d'Espanya a Roma, es va inaugurar l'exposició Presentes: autoras de tebeo de ayer y de hoy comissariada pel Col·lectiu d'Autores de Còmic, en la qual inclouen la vida i obra de Gemma Surts i Amill com una de les dones oblidades al món del còmic a Espanya.

## Obra

### Llibres publicats
Sales ha publicat els següents títols:
- Dorms molt, Joana.... Barcelona: Ed. del Pirata, 2007.
- Adéu, adéu… Berga: L'Albí, 2003.
- Quants tràfecs per un coixí!. Barcelona: Alfaguara - Grup Promotor, 2000.
- Conta’m una història trista. Barcelona: Edebé, 2000.
- M'agraden els monstres. Barcelona: Joventut, 1995.
- Reis. Santa Coloma de Gramenet: Ajuntament, 1991.
- Dibuixos del núm. 197 [de 204] d'Històries. Barcelona, Bruguera, 1963.

### Obres dramàtiques representades
- La caputxeta deixa la caputxa. Barcelona: Teatre Nacional de Catalunya, 1998.[7]

### Guions de ficció difosos
- La mar. Televisió: TV3, 1998.[7]

La Biblioteca de Catalunya va comprar, l'any 2019, dibuixos originals relacionats amb l'activitat de l'artista.